# Aplidium polarsterni
Aplidium polarsterni är en sjöpungsart som beskrevs av Tatian, Antacli och Sahade 2005. Aplidium polarsterni ingår i släktet Aplidium och familjen klumpsjöpungar. Inga underarter finns listade i Catalogue of Life.